# Kun-Woo Paik
Kun-Woo Paik (Seul, 10 de março de 1946) é um pianista sul-coreano, residente em Paris desde 1974.
Nascido de um pai violinista e mãe professora de piano, Kun-Woo Paik deu o seu primeiro concerto aos dez anos de idade com a Orquestra Nacional Coreana executando o Concerto para piano de Edvard Grieg. Nos anos seguintes realizou muitos trabalhos importantes na Coreia, incluindo várias estreias de obras par piano no seu país, incluindo Quadros de uma Exposição de Modest Mussorgsky. Aos quinze anos, em 1961, em Nova Iorque, participou no concurso de maestros Dmitri Mitropoulos e ganhou um prémio especial. Estudou piano na Juilliard School em Nova Iorque com Rosina Lhévinne (1965-1971), em Londres com Ilona Kabós e na Itália com Guido Agosti e Wilhelm Kempff. Kun-Woo Paik é também laureado nos concursos Busoni (1969) e Naumburg (Nova Iorque, 1971).
Foi distinguido como cavaleiro da Ordem das Artes e das Letras pelo governo francês, em 2000.